# Valeri Vachev
Valeri Vachev, bułg. Валери Вачев (ur. 24 października 1988 w Sofii) – polski prawnik i slawista pochodzenia bułgarskiego, nauczyciel akademicki, urzędnik państwowy, doktor nauk prawnych, w latach 2022–2024 zastępca rzecznika praw obywatelskich.

## Życiorys
Absolwent slawistyki na Wydziale Humanistycznym Uniwersytetu Marii Curie-Skłodowskiej w Lublinie. W 2015 ukończył także studia prawnicze na Wydziale Prawa i Administracji Uniwersytetu Warszawskiego z oceną celującą (dyplom summa cum laude). Został nagrodzony stypendium Ministra Nauki i Szkolnictwa Wyższego za wybitne osiągnięcia. W 2020 na podstawie napisanej pod kierunkiem Zbigniewa Jędrzejewskiego rozprawy pt. Przedawnienie karalności zbrodni komunistycznych jako narzędzie sprawiedliwości transformacyjnej uzyskał stopień doktora nauk prawnych.
Jest zatrudniony na stanowisku adiunkta w Katedrze Prawa Karnego na Wydziale Prawa i Administracji Uniwersytetu Warszawskiego. W 2020 został kierownikiem studiów na tym samym wydziale.
Specjalizuje się w teorii prawa karnego.
W latach 2015–2019 pracował w Biurze Rzecznika Praw Obywatelskich, gdzie m.in. kierował Wydziałem ds. Legislacyjnych i Ustrojowych w ramach Zespołu Prawa Karnego. Następnie został zatrudniony w Sądzie Najwyższym, gdzie do 31 marca 2022 zajmował stanowisko członka Biura Studiów i Analiz SN. 1 kwietnia 2022 został zastępcą rzecznika praw obywatelskich. Z dniem 31 grudnia 2024 roku zakończył pracę na tym stanowisku i zakończył również pracę w Biurze RPO. 
Jego następcą na stanowisku zastępcy rzecznika praw obywatelskich, mianowany został dr hab. Adam Krzywoń.

## Życie prywatne
Urodził się i dorastał w Sofii w rodzinie feministki i profesor literaturoznawczyni Ałbeny Waczewej oraz antropologa Nikołaja Papucziewa. Do Polski przyjechał po maturze wraz z matką, która miała gościnne wykłady na UMCS. Posługuje się językiem angielskim, niemieckim i bułgarskim. Posiada obywatelstwo polskie oraz bułgarskie. 